# Зубатенко Микола Іванович
Зубатенко Микола Іванович (1917, Область Війська Донського, Російська імперія – 1983, Київ, УРСР, СРСР) — начальник 2-го Управління КДБ УРСР. (1976–1983), генерал-майор (1976).

## Життєпис
Народився в 1917 році, в рік Жовтневого Перевороту поблизу Юзівки (нині Донецьк), на землях Області Війська Донського.
Батьки були вчителями в сільській школі. Рано втратив батька. В часи громадянської війни і бандитизму 1918-1920х рр. мати змушена була кинути вчителювання і зайнятись сільським господарством інакше б дітей прогодувати не вдалося.
Один зі старших братів зник безвісти у Велику Вітчизняну Війну. Другий повернувся додому калікою. Ще були дві сестри.
Вчився на відмінно. В 16 років став студентом металургійного технікуму в Маріуполі. Працював техніком-прокатчиком на заводі-гіганті в Дніпропетровську. 
В 1939 році призваний до Червоної Армії. Потрапив до військ НКВС, які вважались елітними. Вчився у Москві, у школі молодшого комскладу військ НКВС.
В 1941 році старшина роти мотострілецького полку винищувальної дивізії внутрішніх військ НКВС. Воював з німцями, захищав Москву. Згодом потрапив на Південно-Західний Фронт.
В 1944 році після короткотермінових курсів потрапив у Білорусь. Воював з українськими націоналістами, що служили у 201-му поліцейському батальйоні СС.
В жовтні 1959 року був один з тих, хто виступав проти ліквідації провідника ОУН Степана Бандери, вважаючи, що це буде сприяти "консолідації ворожих сил" і "перетворенню політичного трупа на святого мученика".
Керівник контррозвідки Української Республіки, Кавалер Ордена Бойового Червоного Прапора, чотирьох Орденів Червоної Зірки.
Вважав своєю Батьківщиною Україну, в Москву перебиратись не хотів.
Одружений. Жінка Ольга Макарівна.